# Nakhon Ratchasima (Provinz)

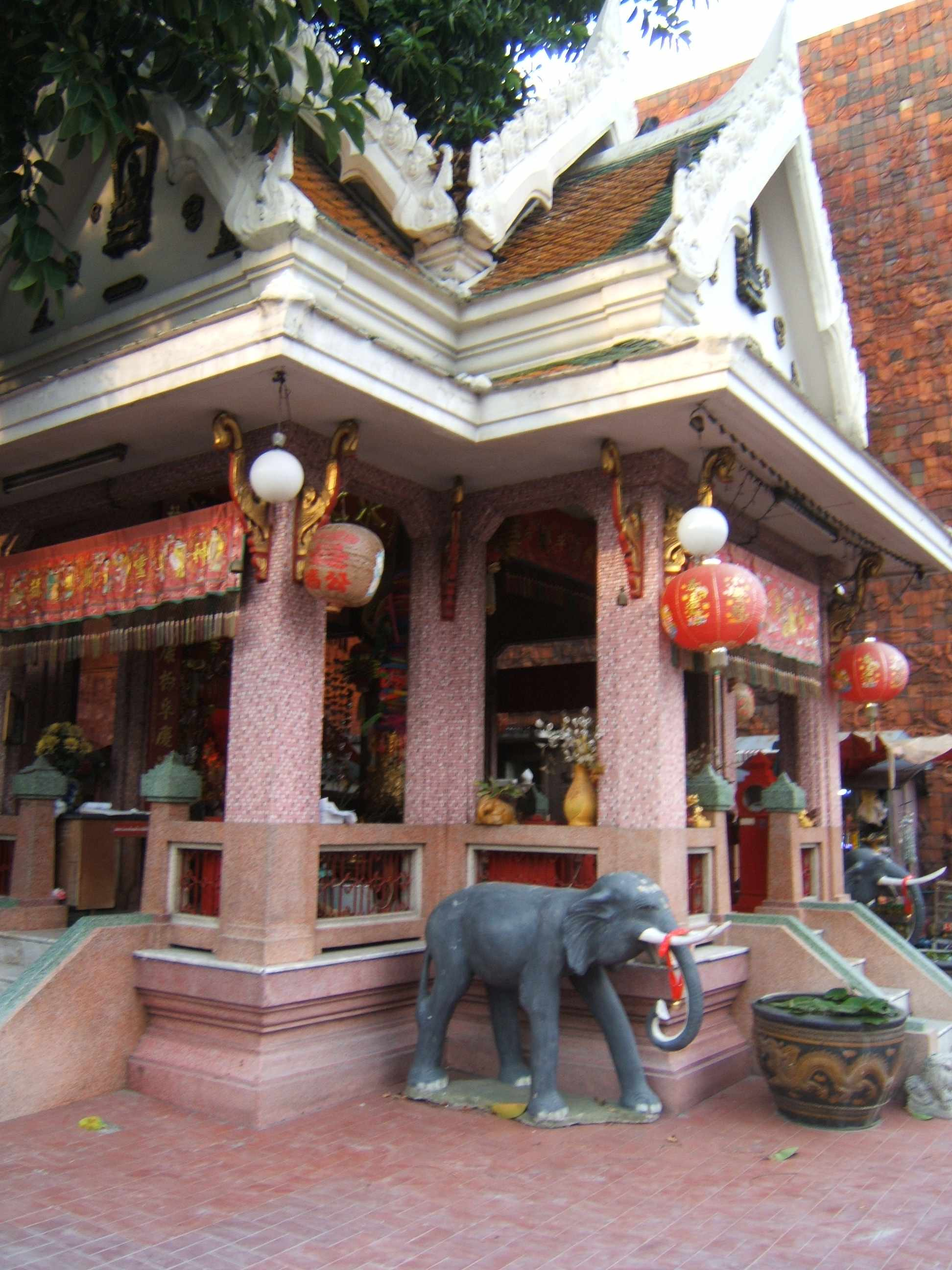
Schrein mit der Stadtsäule (Lak Müang) von Nakhon Ratchasima

Nakhon Ratchasima (thailändisch นครราชสีมา, Aussprache: [nákʰɔːn râtt͡ɕʰasǐːmaː], auch Khorat oder Korat) ist eine Provinz (Changwat) in der Nordostregion von Thailand, dem Isan. Sie ist die flächengrößte Provinz des Landes und hat nach Bangkok die zweitgrößte Einwohnerzahl. Als der Zentralregion am nächsten gelegene Provinz des Nordostens gilt sie als das „Tor zum Isan“. Unter den Nordostprovinzen hat sie auch die größte Wirtschaftsleistung.
Die Hauptstadt der Provinz heißt ebenfalls Nakhon Ratchasima.

## Geographie
Die Provinz liegt am südwestlichen Rand der Khorat-Hochebene. Ihre Westgrenze wird vom Don-Phaya-Yen-Gebirge, die südliche vom Sankamphaeng-Gebirge markiert. Sie wird vom Mae Nam Mun (Mun-Fluss) durchflossen.
| Benachbarte Provinzen: | Benachbarte Provinzen:                 |
| ---------------------- | -------------------------------------- |
| Norden                 | Chaiyaphum und Khon Kaen               |
| Osten                  | Buri Ram                               |
| Süden                  | Sa Kaeo, Prachin Buri und Nakhon Nayok |
| Westen                 | Saraburi und Lop Buri                  |

### Wichtige Orte
- Phimai
- Prakhon Chai

### Klima
|                       | Jan  | Feb  | Mär  | Apr  | Mai   | Jun   | Jul   | Aug   | Sep   | Okt   | Nov  | Dez  |   |         |
| Mittl. Tagesmax. (°C) | 30,9 | 33,6 | 35,8 | 36,6 | 35,1  | 34,4  | 33,9  | 33,2  | 32,2  | 30,9  | 29,7 | 29,1 | ⌀ | 32,9    |
| Mittl. Tagesmin. (°C) | 17,9 | 20,5 | 22,8 | 24,5 | 24,7  | 24,8  | 24,3  | 24,2  | 23,7  | 22,9  | 20,5 | 17,6 | ⌀ | 22,4    |
|                       |      |      |      |      |       |       |       |       |       |       |      |      |   |         |
| Niederschlag (mm)     | 5,9  | 17,8 | 37,1 | 63,5 | 140,5 | 108,3 | 113,7 | 146,2 | 221,6 | 143,4 | 27,3 | 2,8  | Σ | 1.028,1 |
|                       |      |      |      |      |       |       |       |       |       |       |      |      |   |         |
| Sonnenstunden (h/d)   | 9,2  | 8,7  | 8,2  | 8,3  | 7,7   | 7,0   | 6,3   | 6,0   | 5,6   | 7,5   | 8,6  | 9,1  | ⌀ | 7,7     |
|                       |      |      |      |      |       |       |       |       |       |       |      |      |   |         |
| Regentage (d)         | 0,9  | 2,2  | 5,1  | 7,7  | 13,8  | 13,3  | 13,5  | 16,4  | 18,1  | 12,2  | 4,0  | 0,7  | Σ | 107,9   |
|                       |      |      |      |      |       |       |       |       |       |       |      |      |   |         |
| Luftfeuchtigkeit (%)  | 68   | 65   | 66   | 69   | 76    | 76    | 77    | 79    | 83    | 82    | 77   | 72   | ⌀ | 74,2    |

| 17,9 |

| 20,5 |

| 22,8 |

| 24,5 |

| 24,7 |

| 24,8 |

| 24,3 |

| 24,2 |

| 23,7 |

| 22,9 |

| 20,5 |

| 17,6 |

| 17,9 |

| 20,5 |

| 22,8 |

| 24,5 |

| 24,7 |

| 24,8 |

| 24,3 |

| 24,2 |

| 23,7 |

| 22,9 |

| 20,5 |

| 17,6 |

## Bevölkerung
Die Mehrheitsbevölkerung der Provinz ist gemischter Herkunft und stammt hauptsächlich von Thai und Khmer ab. Das ist darauf zurückzuführen, dass sich Siedler aus Zentralthailand (darunter auch demobilisierte Soldaten) nach der Eroberung durch das siamesische Königreich Ayutthaya 1756 hier niederließen und mit zuvor anwesenden Khmer und Kuy mischten. Dabei setzte sich überwiegend die zentralthailändische Kultur durch. Ihre Sprache, das Khorat-Thai, ist zu den zentralthailändischen Dialekten zu zählen, hat aber ein eigenes Tonsystem. Nakhon Ratchasima unterscheidet sich damit von den meisten Provinzen des Isan (80 %), wo die Mehrheitsbevölkerung ethnische Lao sind, die die Isan-Sprache sprechen. Grundnahrungsmittel in der Provinz ist daher auch nicht der für den Isan typische Klebreis, sondern nicht glutinierende Reissorten, wie sie in Zentralthailand oder Kambodscha üblich sind.
Nach den Daten der Volkszählung 2000 waren 99,8 % der Einwohner thailändische Staatsbürger und 99,1 % Buddhisten. Lediglich 0,1 % waren Muslime, 0,2 % sprachen hauptsächlich Khmer.

## Wirtschaft und Bedeutung
Im Jahr 2011 betrug das Gross Provincial Product der Provinz 202,014 Milliarden Baht. Dies ist der höchste Wert einer Provinz im Isan. Pro Kopf entspricht das allerdings nur einer Wirtschaftsleistung von 71.405 Baht (2.327 US-Dollar), nicht einmal die Hälfte des landesweiten Durchschnitts in Thailand.

### Daten
Die unten stehende Tabelle zeigt den Anteil der Wirtschaftszweige am Gross Provincial Product in %.
| Wirtschaftszweig | 2006 | 2007 | 2008 |
| ---------------- | ---- | ---- | ---- |
| Landwirtschaft   | 17,4 | 19,8 | 19,6 |
| Industrie        | 21,6 | 20,8 | 19,8 |
| Andere           | 61,0 | 59,4 | 60,6 |

Alle Angaben in %
Die wichtigsten Branchen waren im Jahr 2011 das herstellende Gewerbe (39,296 Mrd. Baht), die Landwirtschaft (20,992 Mrd. Baht) und der Groß- und Einzelhandel (17,082 Mrd. Baht).

### Feuchtgebiete und Landwirtschaft
Die Provinz Nakhon Ratchasima hat insgesamt 346 Feuchtgebiete mit einer Fläche von 37,4 km², die mehr oder weniger intensiv für die Landwirtschaft genutzt werden.

## Geschichte

### Ur- und Frühgeschichte
Die ältesten bedeutenden archäologischen Fundstätten in der Provinz befinden sich Ban Lum Khao und Ban Prasat (Amphoe Non Sung). Dort wurden Gräber, Tongefäße und Bronzeartefakte aus dem 1. Jahrtausend v. Chr. ausgegraben. In Ban Tam Yae (Amphoe Phimai) wurden darüber hinaus früheste Hinweise auf die Verarbeitung von Eisen entdeckt. Die Überreste einer mit einem Wassergraben umgebenen Stadt aus dem 7. Jahrhundert befinden sich in Mueang Sema (Amphoe Sung Noen). Sie existierte parallel zur Dvaravati-Kultur Zentralthailands, war aber selbst kein Teil davon, sondern gehörte vermutlich zum indisierten Königreich Śri Canāśa, vielleicht war sie sogar dessen Hauptstadt Cānāśapura.

### Khmer-Periode

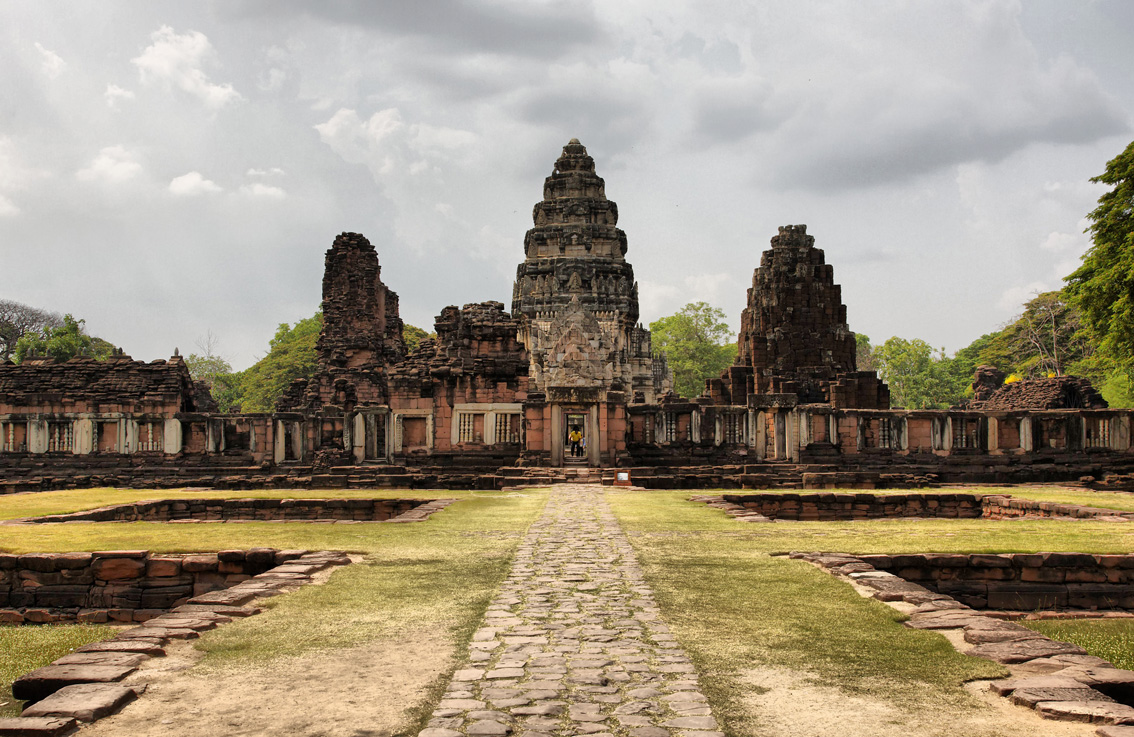
Prasat Hin Phimai

Etwa vom 10. bis 14. Jahrhundert gehörte das Gebiet der Provinz Nakhon Ratchasima dann zum Einflussbereich des Khmer-Reichs von Angkor. Phimai (Amphoe Phimai) war eines der wichtigsten Zentren dieses Reiches, die Überreste dieser Stadt, insbesondere der Haupttempel Prasat Hin Phimai, sind in einem Geschichtspark erhalten. Weitere Denkmäler dieser Epoche sind die hinduistische Tempelanlage Prasat Hin Phanom Wan (Amphoe Mueang) sowie die dicht beieinander gelegenen Tempelruinen Prasat Mueang Khaek und Prasat Non Ku (Amphoe Sung Noen), die zur historischen Stadt Gorākhapura (siehe Nakhon Ratchasima#Name) gehört haben könnten.

### Ayutthaya-Periode
Nach der Gründung des siamesischen Königreichs Ayutthaya 1351 bis zur Einnahme von Angkor durch dessen Truppen 1431 verlief durch Nakhon Ratchasima das Grenzgebiet zwischen den beiden Reichen, es gab episodische Feldzüge mit Raub von Gütern und Menschen auf beiden Seiten. Im 16. Jahrhundert war Khorat als Vorposten gegen das Khmer-Reich eine der Provinzen erster Klasse. Auch nach dem Untergang Angkors wurde die Provinzhauptstadt in den 1630er-Jahren noch einmal von kambodschanischen Truppen eingenommen und die Bevölkerung verschleppt. Zu Beginn der Herrschaft König Narais 1657 wurde es erneut von Ayutthaya erobert. Infolge der Grenzlage und mehrfachen Herrschaftswechsel ist die heutige Bevölkerung der Provinz gemischter Abstammung von Thai und Khmer. Narai ließ Khorat zur nordöstlichen Bastion seines Reiches ausbauen und gab ihm den Status einer Provinz „zweiter Ordnung“, die von einem hochrangigen Beamten regiert wurde und der fünf kleinere Provinzen unterstanden. In Krisenzeiten zeigten die Gouverneure von Nakhon Ratchasima sogar Unabhängigkeitsbestrebungen, so in den ersten drei Jahren nach der Usurpation Phetrachas 1688 und nach dem Untergang Ayutthayas 1767, bis der neue König Taksin auch diese Provinz seinem neuen Königreich Thonburi einverleiben konnte.

### Rattanakosin-Periode
Khorat war wiederholt Ausgangspunkt für Feldzüge gegen die östlich gelegenen Länder der Lao und Khmer, auch noch nachdem 1782 Bangkok die Hauptstadt Siams geworden war und die Chakri-Dynastie den Thron übernommen hatte (Rattanakosin-Periode). Die Gouverneure von Nakhon Ratchasima, die den hohen feudalen Titel Chao Phraya trugen, waren politisch sehr einflussreich und genossen weitgehende Selbstständigkeit. Das Gouverneursamt wurde in einer eigenen Dynastie von Vater zu Sohn weitergegeben. Sie waren den Chakri-Königen aber eng verbunden und fungierten als Agenten Bangkoks im Nordosten. Khorat galt als das „Einfallstor in den Nordosten“. Die Provinzherren profitierten auch persönlich vom Handel mit Gütern aus den Lao- und Khmer-Staaten, die Siam tributpflichtig waren.  So drängten sie darauf, dass Müang (autonome Kleinstaaten) der Lao auf dem Khorat-Plateau, die bis dahin zum Herrschaftsbereich des Vasallen-Königreichs Vientiane gehörten – wie Roi Et und Yasothon – zu Provinzen unter direkter Kontrolle Bangkoks wurden. Auch hatten sie ein großes Interesse an Feldzügen zur Niederschlagung von Unabhängigkeitsbestrebungen der Lao und Khmer.
Während der Rebellion des Königs Anuvong von Vientiane wurde Khorat Anfang 1827 von Truppen der Lao eingenommen. Angeblich soll die Gattin des damaligen Gouverneurs, Khun Ying Mo, gemeinsam mit anderen Frauen ein Fest veranstaltet haben, scheinbar um die vermeintlichen Sieger zu ehren, tatsächlich aber um sie betrunken zu machen und anschließend schlagen und vertreiben zu können. Jedenfalls verlieh ihr König Rama III. nach dem siamesischen Sieg in diesem Krieg den Ehrennamen Thao Suranari. Ob es sich bei der Episode bloß um eine Legende oder um ein historisches Ereignis handelt, ist umstritten. Viele Bewohner von Khorat glauben aber daran und verehren Thao Suranari als Schutzpatronin der Provinz.
Khorat war das Ziel der ersten Fernbahnstrecke Thailands, der sogenannten „Khoratbahn“. Sie wurde ab 1891 unter maßgeblicher Beteiligung deutscher Ingenieure erbaut und 1900 fertiggestellt. Nakhon Ratchasima war 1893 die erste Provinz, in der Prinz Damrong Rajanubhab, Innenminister unter König Rama V. (Chulalongkorn), das zentralistische Thesaphiban-Verwaltungssystem einführte, um die quasi-dynastischen Gouverneure zu entmachten, Finanzverwaltung, Polizei und Justiz effizienter und einheitlicher zu gestalten und Korruption und Willkür zu minimieren. Hier war der Sitz des Generalkommissars für das Monthon Nakhon Ratchasima, zu der außer der gleichnamigen Provinz selbst auch noch die Provinzen Buri Ram, Chaiyaphum, Phetchabun und Lom Sak gehörten (die beiden letzteren nur bis 1899). Die Monthon wurden nach dem Ende der absoluten Monarchie 1933 wieder aufgelöst und Nakhon Ratchasima wie alle Provinzen direkt der Zentralregierung unterstellt. Im Oktober 1933 war Khorat ein Stützpunkt der royalistischen Gegenrebellion des Prinzen Boworadet, die aber von den Truppen der konstitutionalistischen Regierung niedergeschlagen wurde.

### Zeitgeschichte
Nach dem Eintritt der Vereinigten Staaten in den Vietnamkrieg 1964 stationierte die US-Luftwaffe auf Einladung der thailändischen Regierung Bomber in Khorat. Während des letztlich erfolglosen Putschversuchs der thailändischen „Jungtürken“ vom 1. April 1981 flohen sowohl der damalige Ministerpräsident Prem Tinsulanonda als auch die Königsfamilie in die Heeresbasis in dieser Provinz. Im Verlauf der 1980er-Jahre verdreifachte sich die städtische Bevölkerung in der Provinz, ihre einst agrarisch geprägte Wirtschaft industrialisierte sich stark.

## Sehenswürdigkeiten
- Ban Kho – etwa 14 Kilometer nordöstlich von Nakhon Ratchasima: hier findet sich der Wat Prasat Phanom Wan, ein Heiligtum aus dem 11. Jahrhundert. Der Grundriss ähnelt dem vom Prast Hin Phimai. Der Tempel wurde ursprünglich erbaut, um den Hindu-Gott Shiva zu verehren. Erst in der Ayutthaya-Zeit wurde er zum buddhistischen Tempel (Wat). Heute befinden sich hier mehrere vergoldete Buddha-Statuen aus neuerer Zeit.
- Wat Prasat Hin Non Ku – etwa 37 Kilometer westlich von Nakhon Ratchasima: beachtenswerter Khmer-Tempel, der auf einer quadratischen Terrasse angelegt ist, mit Skulpturen aus dem 10. Jahrhundert.
- Geschichtspark Phimai – die am besten erhaltene Khmer-Stadt auf dem Boden Thailands, mit einem noch erhaltenen Stadttor und ausgedehnter Tempelanlage im Stile von Angkor. Sie liegt im Amphoe Phimai.

## Symbole

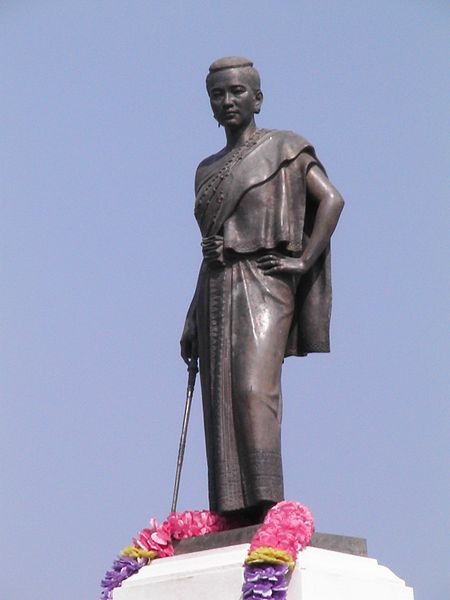
Statue der Thao Suranari

Das Siegel der Provinz zeigt Thao Suranari (1772–1852), eine der Lokalheldinnen. Sie war die Ehefrau des Gouverneurs und versammelte der Legende nach 1826 die Bevölkerung der Umgebung gegen die Truppen des Lao-Königs Anuvong von Vientiane, die auf Bangkok zumarschierten (Anuvong-Rebellion). In Anerkennung ihrer Tapferkeit gab ihr der König den Titel Thao Suranari.
Der lokale Baum ist Millettia leucantha.
Der Wahlspruch der Provinz Nakhon Ratchasima lautet:
„Die Stadt der Dame, die heroische Tapferkeit zeigte,
Die Stadt ist bekannt für wertvollste Thai-Seide,
Khorat-Nudeln und die größten alten Steinbauten sind weitbekannt,
Die einzigartigen Dan-Kwian-Tonwaren von speziellem Ton sind der Stadt eigen.“

## Bildung
Die Technische Universität Rajamangala Isan, die Rajabhat-Universität Nakhon Ratchasima sowie die Suranaree University of Technology haben ihren Hauptsitz in dieser Provinz.

## Verkehr
Nakhon Ratchasima erfüllt eine Funktion als „Tor zum Isan“. Mit der Zentralregion ist es über die Thanon Mittraphap (Nationalstraße 2) verbunden. Diese führt weiter durch die nördlichen Provinzen des Isan (Khon Kaen, Udon Thani, Nong Khai) bis an die laotische Grenze. Von ihr zweigt sich die Nationalstraße 24 ab, die Nakhon Ratchasima mit den südlichen Provinzen des Isan (Buriram, Surin, Si Saket, Ubon Ratchathani) verbindet.
Auch die nordöstliche Linie der Thailändischen Staatseisenbahn gabelt sich hier: Vom Bangkoker Hauptbahnhof Hua Lamphong kommend, führt ein Zweig weiter über Khon Kaen und Udon Thani nach Nong Khai, ein anderer über Surin nach Ubon Ratchathani.
Nakhon Ratchasima verfügt über einen Regionalflughafen (Flughafen Nakhon Ratchasima). Dort gibt es allerdings zurzeit keinen Passagierbetrieb.

## Verwaltungseinheiten

### Provinzverwaltung
Die Provinz Nakhon Ratchasima ist in 32 Amphoe (‚Bezirke‘ oder ‚Landkreise‘) gegliedert. Diese wiederum sind in 293 Tambon (‚Unterbezirke‘ oder ‚Gemeinden‘) und diese weiter in 3423 Muban (‚Dorfgemeinschaften‘) unterteilt. Nakhon Ratchasima ist die Provinz mit den meisten Amphoe.
| \| Amphoe (Landkreise) \| Amphoe (Landkreise) \| \| ----------------------------------------------------------------------------------------------------------------------------------------------------------------------------------------------------------------------------------------------------------------------------------------------------------------------------------------------------------------------------------------------------------------------------------------------------------------------------------------------------------------------------------------------------------------------------------------------- \| ---------------------------------------------------------------------------------------------------------------------------------------------------------------------------------------------------------------------------------------------------------------------------------------------------------------------------------------------------------------------------------------------------------------------------------------------------------------------------------------------------------------------------------------------------------------------------------------------------------------------- \| \| 1. Amphoe Mueang Nakhon Ratchasima (อำเภอเมืองนครราชสีมา) 2. Amphoe Khon Buri (อำเภอครบุรี) 3. Amphoe Soeng Sang (อำเภอเสิงสาง) 4. Amphoe Khong (อำเภอคง) 5. Amphoe Ban Lueam (อำเภอบ้านเหลื่อม) 6. Amphoe Chakkarat (อำเภอจักราช) 7. Amphoe Chok Chai (อำเภอโชคชัย) 8. Amphoe Dan Khun Thot (อำเภอด่านขุนทด) 9. Amphoe Non Thai (อำเภอโนนไทย) 10. Amphoe Non Sung (อำเภอโนนสูง) 11. Amphoe Kham Sakaesaeng (อำเภอขามสะแกแสง) 12. Amphoe Bua Yai (อำเภอบัวใหญ่) 13. Amphoe Prathai (อำเภอประทาย) 14. Amphoe Pak Thong Chai (อำเภอปักธงชัย) 15. Amphoe Phimai (อำเภอพิมาย) 16. Amphoe Huai Thalaeng (อำเภอห้วยแถลง) \| 1. Amphoe Chum Phuang (อำเภอชุมพวง) 2. Amphoe Sung Noen (อำเภอสูงเนิน) 3. Amphoe Kham Thale So (อำเภอขามทะเลสอ) 4. Amphoe Sikhio (อำเภอสีคิ้ว) 5. Amphoe Pak Chong (อำเภอปากช่อง) 6. Amphoe Nong Bun Mak (อำเภอหนองบุญมาก) 7. Amphoe Kaeng Sanam Nang (อำเภอแก้งสนามนาง) 8. Amphoe Non Daeng (อำเภอโนนแดง) 9. Amphoe Wang Nam Khiao (อำเภอวังน้ำเขียว) 10. Amphoe Thepharak (อำเภอเทพารักษ์) 11. Amphoe Mueang Yang (อำเภอเมืองยาง) 12. Amphoe Phra Thong Kham (อำเภอพระทองคำ) 13. Amphoe Lam Thamenchai (อำเภอลำทะเมนชัย) 14. Amphoe Bua Lai (อำเภอบัวลาย) 15. Amphoe Sida (อำเภอสีดา) 16. Amphoe Chaloem Phra Kiat (อำเภอเฉลิมพระเกียรติ) \| | |
| Amphoe (Landkreise) | Amphoe (Landkreise) |
| 1. Amphoe Mueang Nakhon Ratchasima (อำเภอเมืองนครราชสีมา) 2. Amphoe Khon Buri (อำเภอครบุรี) 3. Amphoe Soeng Sang (อำเภอเสิงสาง) 4. Amphoe Khong (อำเภอคง) 5. Amphoe Ban Lueam (อำเภอบ้านเหลื่อม) 6. Amphoe Chakkarat (อำเภอจักราช) 7. Amphoe Chok Chai (อำเภอโชคชัย) 8. Amphoe Dan Khun Thot (อำเภอด่านขุนทด) 9. Amphoe Non Thai (อำเภอโนนไทย) 10. Amphoe Non Sung (อำเภอโนนสูง) 11. Amphoe Kham Sakaesaeng (อำเภอขามสะแกแสง) 12. Amphoe Bua Yai (อำเภอบัวใหญ่) 13. Amphoe Prathai (อำเภอประทาย) 14. Amphoe Pak Thong Chai (อำเภอปักธงชัย) 15. Amphoe Phimai (อำเภอพิมาย) 16. Amphoe Huai Thalaeng (อำเภอห้วยแถลง) | 1. Amphoe Chum Phuang (อำเภอชุมพวง) 2. Amphoe Sung Noen (อำเภอสูงเนิน) 3. Amphoe Kham Thale So (อำเภอขามทะเลสอ) 4. Amphoe Sikhio (อำเภอสีคิ้ว) 5. Amphoe Pak Chong (อำเภอปากช่อง) 6. Amphoe Nong Bun Mak (อำเภอหนองบุญมาก) 7. Amphoe Kaeng Sanam Nang (อำเภอแก้งสนามนาง) 8. Amphoe Non Daeng (อำเภอโนนแดง) 9. Amphoe Wang Nam Khiao (อำเภอวังน้ำเขียว) 10. Amphoe Thepharak (อำเภอเทพารักษ์) 11. Amphoe Mueang Yang (อำเภอเมืองยาง) 12. Amphoe Phra Thong Kham (อำเภอพระทองคำ) 13. Amphoe Lam Thamenchai (อำเภอลำทะเมนชัย) 14. Amphoe Bua Lai (อำเภอบัวลาย) 15. Amphoe Sida (อำเภอสีดา) 16. Amphoe Chaloem Phra Kiat (อำเภอเฉลิมพระเกียรติ) |

### Lokalverwaltung
Für das ganze Gebiet der Provinz besteht eine Provinz-Verwaltungsorganisation (องค์การบริหารส่วนจังหวัด, kurz อบจ., Ongkan Borihan suan Changwat; englisch Provincial Administrative Organization, PAO).
In der Provinz gibt es des Weiteren 90 Thesaban (‚Kommunen‘) – darunter eine „Großstadt“ (die Provinzhauptstadt), vier „Städte“ (Pak Chong, Bua Yai, Mueang Pak und Si Khio) sowie 85 „Kleinstädte“. Im Übrigen gibt es 243 Tambon-Verwaltungsorganisationen für die ländlichen Gebiete, die zu keiner Kommune gehören.

## Bekannte Söhne und Töchter der Provinz
- Thao Suranari (Khun Ying Mo; 1772–1852), Gouverneursgattin, Lokalheldin
- Khamsing Srinawk (* 1930), Schriftsteller
- Suthep Wongkamhaeng (* 1934), Schlagersänger
- Kalaya Sophonpanich (* 1940), Kernphysikerin und Politikerin (ehemalige Wissenschaftsministerin)
- Pracha Promnok (* 1942), Polizeigeneral (ehemaliger Generaldirektor der nationalen Partei), Politiker (ehemaliger stellvertretender Ministerpräsident, mehrfacher Minister)
- Wannarat Channukul (* 1949), Politiker (Vorsitzender der Chart-Pattana-Partei, ehemaliger Industrie- und Energieminister)
- Itthaporn Subhawong (* 1952), Luftwaffengeneral (ehemaliger Oberkommandierender der Luftwaffe)
- Prayut Chan-o-cha (* 1954), General (ehemaliger Oberkommandierender des Heeres), Ministerpräsident
- Noppadon Pattama (* 1961), Rechtsanwalt und Politiker (ehemaliger Außenminister)
- Prachya Pinkaew (* 1962), Filmregisseur, -produzent und Drehbuchautor
- Seksan Sukpimai „Sek LOSO“ (* 1974), Rockmusiker
- Somjit Jongjohor (* 1975), Boxkämpfer
- Pongsaklek Wonjongkam (* 1977), Boxkämpfer
- Suriya Prasathinphimai (* 1980), Boxkämpfer
- Udomporn Polsak (* 1981), Gewichtheberin
- Anon Sangsanoi (* 1984), Fußballspieler